# Вальтер Шмітт
Вальтер Шмітт (нім. Walter Schmitt; 13 січня 1879, Гамбург — 18 вересня 1945) — німецький офіцер, один з організаторів СС, обергрупенфюрер СС і генерал військ СС (20 квітня 1942).

## Біографія
13 січня 1899 року вступив в 77-й (ганноверський) піхотний полк. Учасник Першої світової війни, командир роти. 31 грудня 1920 року вийшов у відставку. 1 серпня 1931 року вступив в НСДАП (квиток №592 784), 8 лютого 1932 року — в СС (посвідчення №28 737). З 1 січня 1934 року — начальник штабу оберабшніта СС «Ельба». 1 березня 1934 року призначений референтом рейхсфюрера СС, займався кадровими питаннями СС, причому його статус в організації постійно підвищувався. З 1 червня 1935 року — особистий референт рейхсфюрера СС і начальник управління кадрів СС (в складі Головного управління СС). Одночасно з 5 травня 1937 року займав пост інспектора юнкерських училищ СС. 1 червня 1939 року на базі управління (та інших підрозділів) було створено Головне кадрове управління СС, на чолі якого був поставлений Шмітт. 1 жовтня 1942 року зарахований для особливих доручень в особистий штаб рейхсфюрера СС. В кінці війни взятий в полон чеськими військами. На процесі військового трибуналу в Празі засуджений до смертної кари. Повішений.

## Нагороди
- Залізний хрест 2-го і 1-го класу
- Нагрудний знак «За поранення» в чорному
- Почесний кут старих бійців
- Почесний хрест ветерана війни з мечами
- Кільце «Мертва голова»
- Почесна шпага рейхсфюрера СС
- Медаль «За вислугу років у НСДАП» в бронзі (10 років)
- Медаль «За вислугу років у СС» 4-го, 3-го і 2-го ступеня (12 років)
- Хрест Воєнних заслуг 2-го і 1-го класу з мечами
- Золотий партійний знак НСДАП (30 січня 1943)